# 도니 반 잰트
도널드 뉴턴 반 잰트(영어: Donald Newton Van Zant, 1952년 6월 11일 ~ )는 미국의 록 가수, 작곡가, 기타리스트이다. 그는 1974년 밴드 38 스페셜의 결성부터 2013년까지 밴드 38 스페셜의 멤버로 가장 잘 알려져 있다. 그는 세 명의 아들 중 중간이다; 그의 형 로니는 1977년 미시시피에서 비행기 사고로 사망한 레너드 스키너드의 원래 리드 싱어였고, 그의 동생 조니는 1987년부터 레너드 스키너드의 리드 싱어였다. 도니와 조니 밴 잔트는 또한 그룹 반 잰트로서 함께 공연했다. 한동안, 반 잰트는 음악계에서 벗어나 철도 회사에서 더 높은 임금을 받는 일을 할 것을 고려했지만, 그에게 "그것은 당신의 피에 있습니다"라고 말했던 그의 형 로니에 의해 음악계에 남아 있기로 설득되었다. 38 스페셜의 결성으로, 그것은 도니에게 음악계에서의 성공에 대한 마지막 시도였다.
2013년 3월 38 스페셜 웹사이트에 올라온 글에 따르면, "도니 반 잰트는 지난 6개월 동안 밴드의 공연에 참여할 수 없었습니다. 의사의 엄격한 명령에 따라, 그리고 내이 신경 손상과 관련된 건강 문제로 인해, 그는 가까운 미래에 무대에서 38 스페셜에 합류할 수 없을 것입니다. 도니는 밴드와 함께 계속해서 글을 쓰고 녹음할 것입니다." 하지만, 그는 공식적으로 38 스페셜을 탈퇴하고 은퇴한다고 2013년 말에 발표되었습니다